# Harpiocephalus mordax
Harpiocephalus mordax је врста слепог миша из породице вечерњака (лат. Vespertilionidae).

## Распрострањење
Ареал врсте је ограничен на мањи број држава.
Врста је присутна у Индији, Тајланду, Лаосу, Вијетнаму, Бурми и Малезији.

## Станиште
Станиште врсте су шуме.

## Угроженост
Подаци о распрострањености ове врсте су недовољни.